# Caro (arcivescovo)
Caro (... – circa 1230) è stato un arcivescovo cattolico italiano.

## Biografia
Non si hanno notizie sicure sulla vita di Caro prima della sua elezione a vescovo di Monreale. Sicuramente era un monaco e, secondo quanto affermato da V. M. Amico, si era trasferito dal monastero di Cava a Monreale con un gruppo di monaci che seguiva la riforma cluniacense.
Prima della sua elezione probabilmente aveva ricoperto la carica di magister monachorum nel monastero di Monreale.
È menzionato per la prima volta come arcivescovo di Monreale nel maggio del 1194, quando sottoscrisse a Palermo il diploma di fondazione del monastero di Santa Maria di Martorano, fatto costruire da Goffredo di Martirano, maestro giustiziere della Curia, e da sua moglie Aloisia.